# 奥入瀬渓流

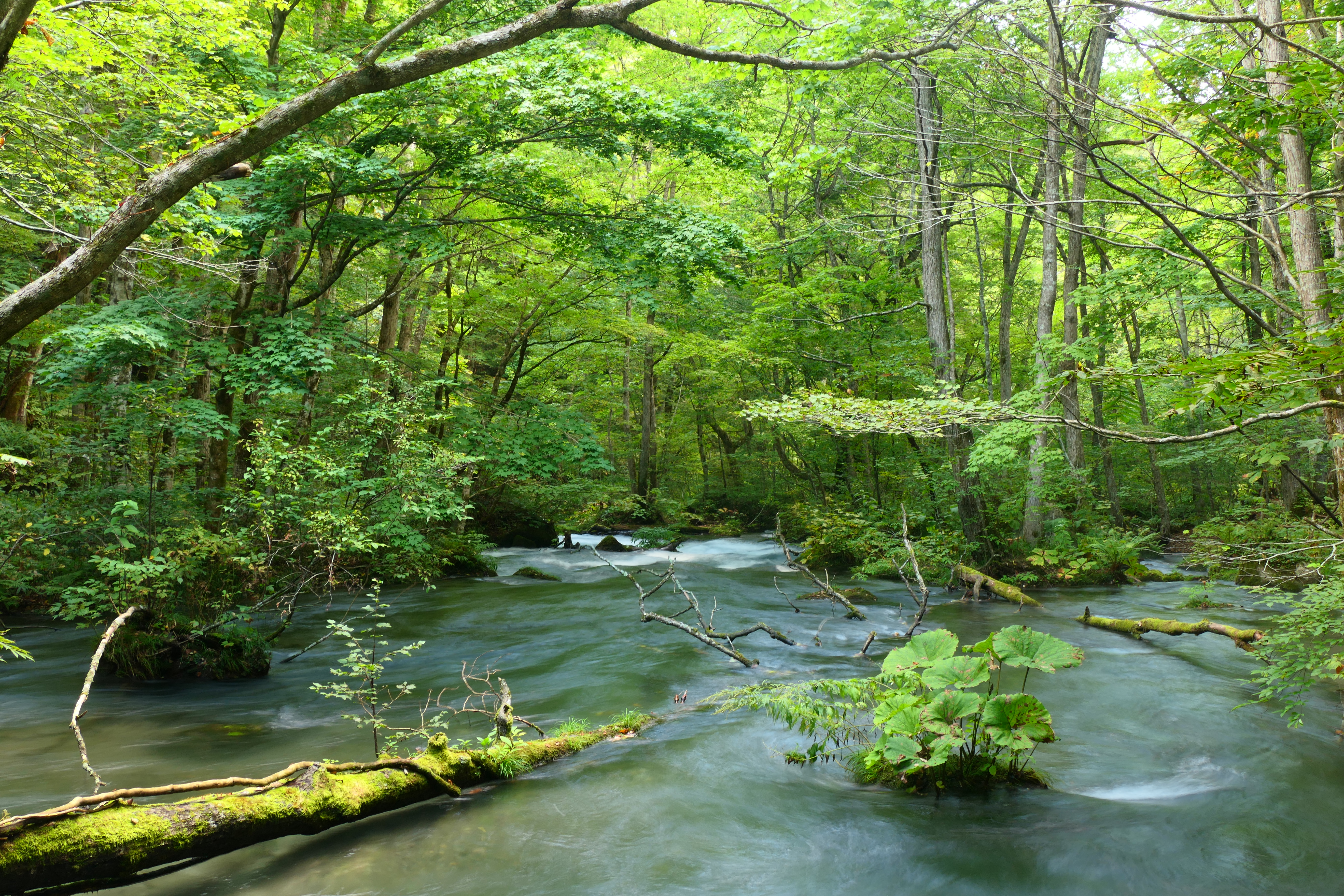
奥入瀬渓流（2020年9月撮影）

奥入瀬渓流（おいらせけいりゅう）は、青森県十和田市の十和田湖東岸の子ノ口（ねのくち）から北東に、焼山（十和田市法量（大字）焼山（字））までの約14 kmにわたる奥入瀬川の渓流。十和田八幡平国立公園に属する。国指定の特別名勝及び天然記念物（天然保護区域）。

## 概要
二重カルデラ湖の十和田湖が決壊して形成されたU字型の渓谷である。1928年（昭和3年）には十和田湖とともに名勝及び天然記念物となった。さらに1936年（昭和11年）には十和田国立公園（現：十和田八幡平国立公園）に指定された。1952年（昭和27年）には、特別名勝及び天然記念物に格上げされた。
渓流沿いには国道102号が走っており、それに沿って自然遊歩道（ネイチャートレイル）も整備されており、新緑や紅葉の時期は多くの観光客で賑わう。
上流域（十和田湖・子ノ口～雲井の流れ付近）は、遡上する魚が十和田湖までたどり着けないことから「魚止めの滝」の別名がある銚子大滝（高さ7 m、幅20 m）や落差15mの九段の滝など、滝が連続して現れるため「瀑布街道」とも呼ばれている。
中流域（雲井の流れ～奥入瀬バイパス入口付近）は阿修羅の流れや雲井の滝など景勝地が連続する。石ヶ戸下流側や白銀の流れ右岸側には森が広がる。
下流域（奥入瀬バイパス入口～焼山付近）は川幅が広くなるが惣辺や黄瀬にはブナやトチノキの森が広がり、焼山エリアには奥入瀬渓流の資料の展示や物産の販売を行う奥入瀬渓流館がある。

## 歴史

### 奥入瀬渓谷の形成
十和田湖は、十和田火山の活動でできたカルデラ湖である。約20万年前から始まった火山活動は、約5万5千年前から1万5千年前頃に大量の火砕流を噴出するような大規模な噴火を繰り返した。それにより火山体の中心部の陥没が進み、約1万5千年前には十和田湖の原型となるカルデラが形成され、やがて現在のような十和田湖ができたと考えられている（噴火の詳細は十和田湖#十和田火山の噴火史参照）。
奥入瀬渓谷は、元々はカルデラから噴出した膨大な火砕流堆積物の軽石や火山灰などが堆積して圧縮・固結した溶結凝灰岩で構成された火砕流台地であったが、現在の十和田湖水の流出口の「子ノ口」部分が決壊し、大洪水が発生して侵食されたことにより深い谷ができ、現在みられるような滝や切り立った岩壁が形成された。

### 奥入瀬開発・自然保護
1903年（明治36年）法奥沢村村長・小笠原耕一の具申により営林局の青森大林区署により奥入瀬渓流沿いの林道（焼山〜子ノ口間）が竣工。1908年（明治41年）紀行作家・大町桂月が雑誌『太陽』編集長・鳥谷部春汀と奥入瀬渓流を訪れる。大町桂月が『太陽』に紀行文「奥羽一周記」を発表。紀行文により無名だった十和田湖・奥入瀬が全国に名が知られるきっかけとなる。また紀行文を読んだ皇太子嘉仁親王（のちの大正天皇）から武田千代三郎青森県知事に「十和田湖を鑑賞できないか」と下問があった。1912年（明治45年）武田知事が東奥日報紙で「十和田保勝論」を発表し、国立公園指定への気運が高まる。1913年（大正2年）武田知事『十和田湖案内略』刊行。1916年（大正5年）農林省により十和田湖・奥入瀬渓流が風致保護林に指定される。1920年（大正9年）青森県が内務省に十和田国立公園指定を陳情する。1923年（大正12年）小笠原耕一の依頼で大町桂月が十和田国立公園の請願書を起草する。1928年（昭和3年）十和田湖および奥入瀬渓流が国指定名勝・天然記念物に指定される。1932年（昭和7年）十和田湖が国立公園候補内に選定されるが、1934年（昭和9年）国立公園選定が見送られる。要因としては農林省の水資源を発電や灌漑に利用する「開発計画」と、内務省の国立公園指定を進める「自然保護」の対立があったためである。1928年（昭和3年）農林省の三本木原開墾事業の計画で、水利用をめぐり開発推進と自然保護派の激しい対立は約10年に及ぶが、知識層と住民の長年の運動により1936年（昭和11年）国立公園に指定される。しかし、自然保護を推す内務省と開発を進めたい農林省との協議の末、発電・灌漑、風致保護の3点共存を図るもので、1937年（昭和12年）「奥入瀬川河水統制計画」が策定され、水資源を利用しつつ自然保護をするという妥協案としての国立公園指定となった。しかし、太平洋戦争開戦による電力需要増強、食料政策強化による水利用計画が増強され、1940年（昭和15年）十和田発電所の建設が開始され、1943年（昭和18年）運転開始、翌年、稲生川への通水式が行われている。発電事業は戦後、1955年（昭和30年）法量発電所、1961年（昭和36年）奥入瀬川水系の蔦川に蔦発電所が完成し、発電所建設事業は終了する。また、1960年（昭和35年）国営開墾事業も終了となる。
1952年（昭和27年）十和田湖・奥入瀬渓流が特別名勝に変更される。1956年（昭和31年）八幡平地区が国立公園に追加指定され、十和田八幡平国立公園となる。1961年（昭和36年）奥入瀬渓流遊歩道整備事業が始まり、1975年（昭和50年）焼山〜子ノ口間の遊歩道が完工する。1953年（昭和28年）十和田湖畔に高村光太郎のブロンズ像「乙女の像」が建てられるが、国立公園指定に尽力した武田千代三郎・小笠原耕一・大町桂月の功労が台座に讃えられている。

## 植生

### 渓畔林
奥入瀬渓流は、自然豊かな森が形成されている渓畔林となっているが、主要な樹種はカツラ、トチノキ、サワグルミの3種で構成されている。河岸の水はけの良い場所や河岸段丘などにはブナ林が発達し、北日本の落葉広葉樹に多いブナやブナ科のミズナラがみられる。滝や湧水など水が豊かで、地すべりが起きそうな地形にはトチノキ、ハルニレが生育し、渓流の流れの中の中洲には、ドロノキ、シロヤナギ、ハンノキなど、軽石にはミズナラ、カエデ類、ツツジ類、タニウツギなどの生育がみられる。奥入瀬渓谷の谷の上部にはブナ林が広がる。
奥入瀬渓流は渓谷の谷底にあることから日照時間が限られ、樹木は少しでも多くの光を求めて真っ直ぐに伸びようとする。このため、奥入瀬の樹木は高木が多い。また短い日照時間で多くの光を葉に受けようとするため、大径の木となることで葉をできるだけ多く付けている。谷底の土壌は不安定のため、大径の木を支えるために多くの樹種が岩を抱くように根を伸ばしている。

### 林床
林床は、トチノキ、カツラ、サワグルミなどの渓畔林ではシダ類が、安定した土壌の水はけの良い場所のブナ、ミズナラの林床にはササ類が多く見られる。

### 苔・菌類
倒木・樹幹・岩、人工物の石垣や橋の欄干など、あらゆる物が苔で覆われている。腐倒木には多彩な菌類や変形菌、ブナの樹皮には地衣類が着生している。
多種多様な苔類が存在するため、2013年（平成25年）日本蘚苔類学会により、奥入瀬川の十和田湖から焼山区間の奥入瀬渓流流域が「日本の貴重なコケの森」に選定されている。

## 水資源の利用
十和田湖からの水は発電や灌漑に利用されてきたが、導水路を山中に通し十和田湖にある青撫取水口より、奥入瀬渓流下流にある十和田発電所へ送水されている。十和田湖に水源となる大きな流入河川が無く、水源は外輪山のブナ林に降った雨や雪による湧水である。十和田発電所に送水するにあたり、導水路の途中にある奥入瀬渓流へ流入する各支流からも取水しているが、発電、灌漑、河川維持放流などにより使用する水量は、湖への流入量以上の水が利用されるため、湖面水位低下は避けられない。そのため支流の水を十和田湖に逆送水し十和田湖の水位を回復している。
十和田湖にある青撫取水口の標高は約400 ｍだが、各支流にある取水口はそれよりも高い標高にあるため、十和田発電所で発電を制限すると支流からの水が導水路を通じ十和田湖へ流入する仕組みとなっている。毎年5月から9月は農業用水に必要な水量で発電が行われ、それ以外の時期は水利用を極力抑えながら、冬期の電力ピーク需要や十和田湖の水位回復のため、水量を調整しながら発電を行っている。

## 奥入瀬渓流の景勝地
- 万両の流れ
- 千両岩
- 五両の滝

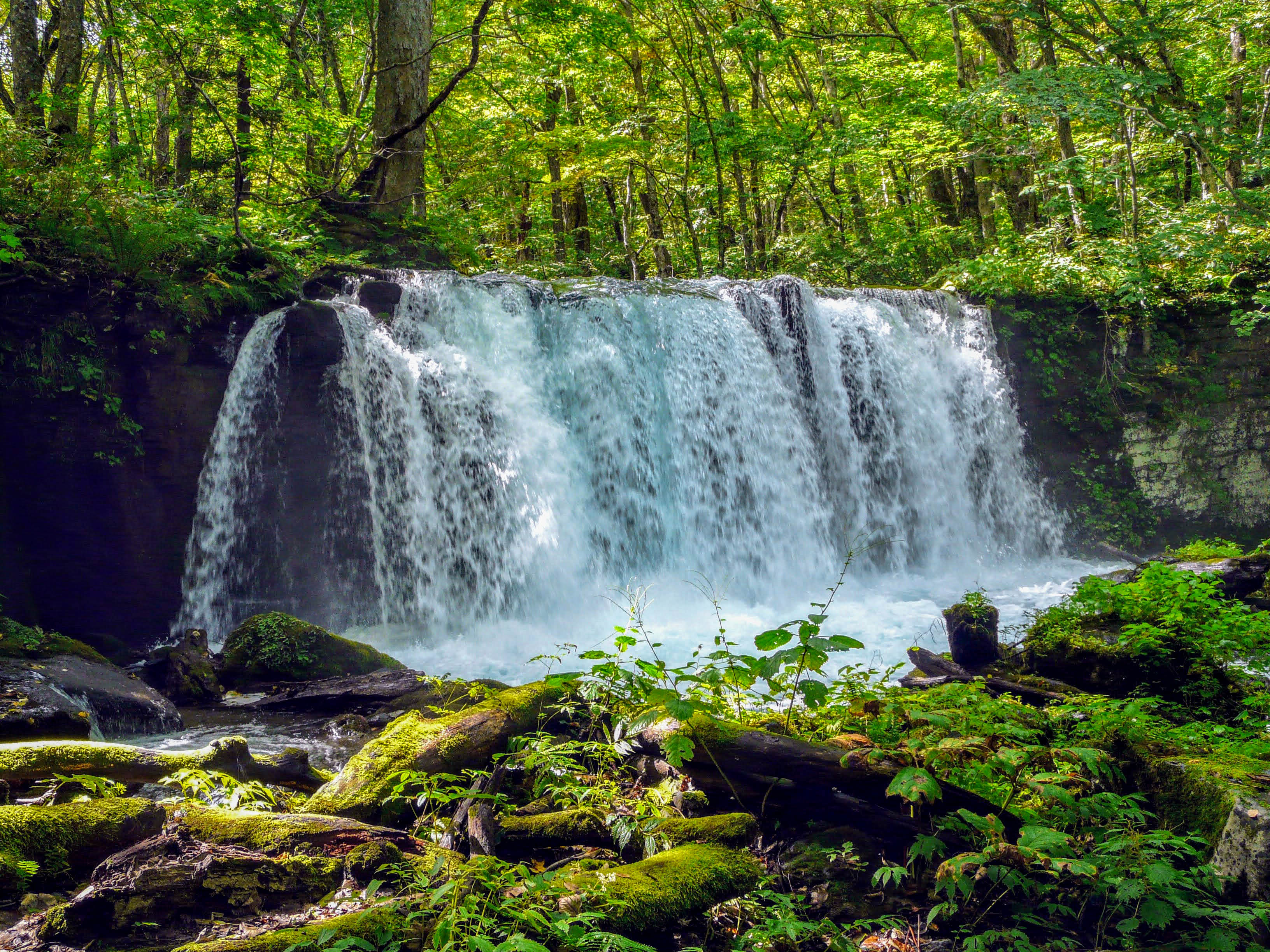
銚子大滝
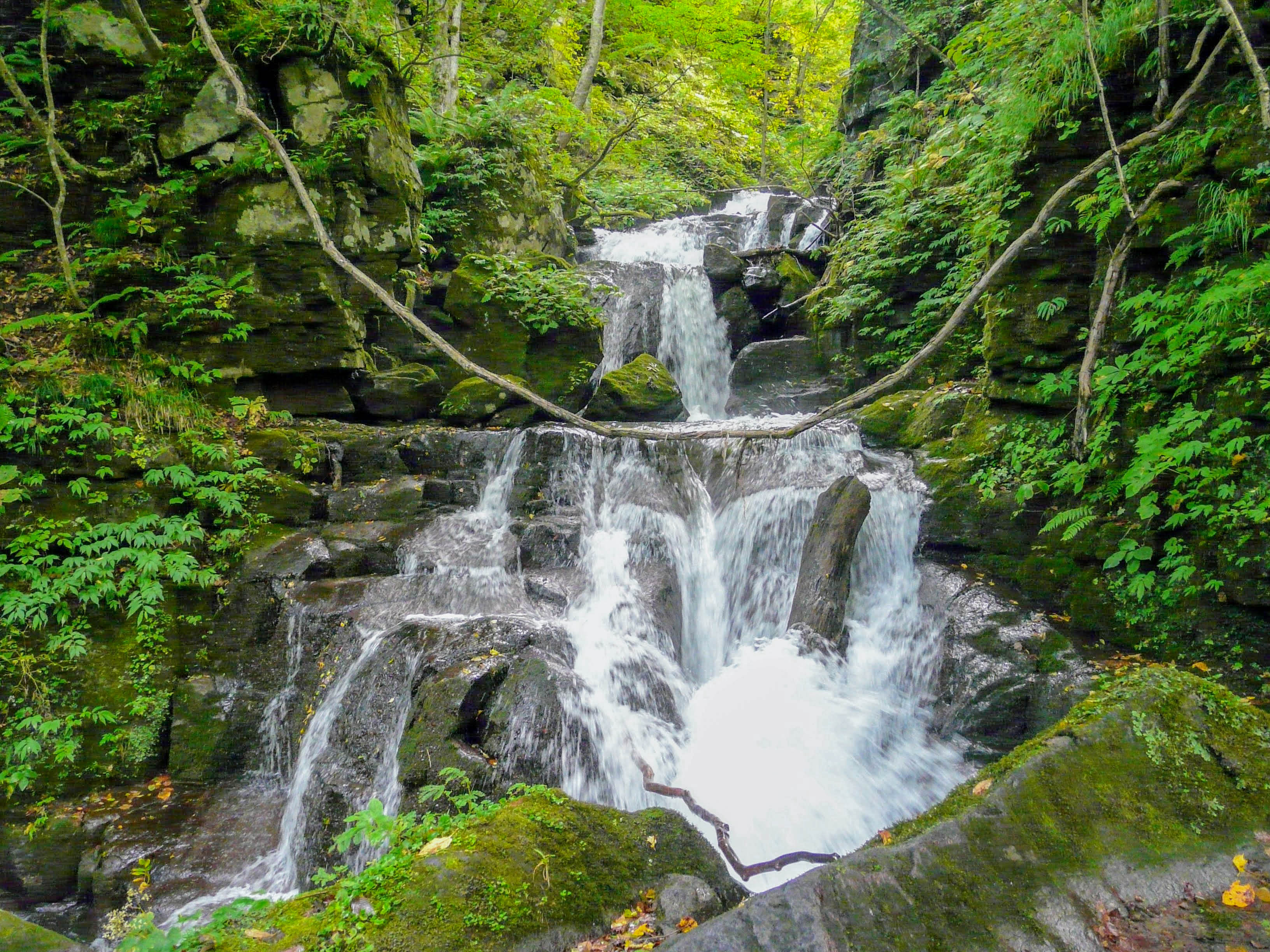
寒沢の流れ
- 九段の滝
- 姉妹の滝
- 双白髪の滝
- 不老の滝
- 白糸の滝
- 玉簾の滝
- 白絹の滝
- 岩菅の滝
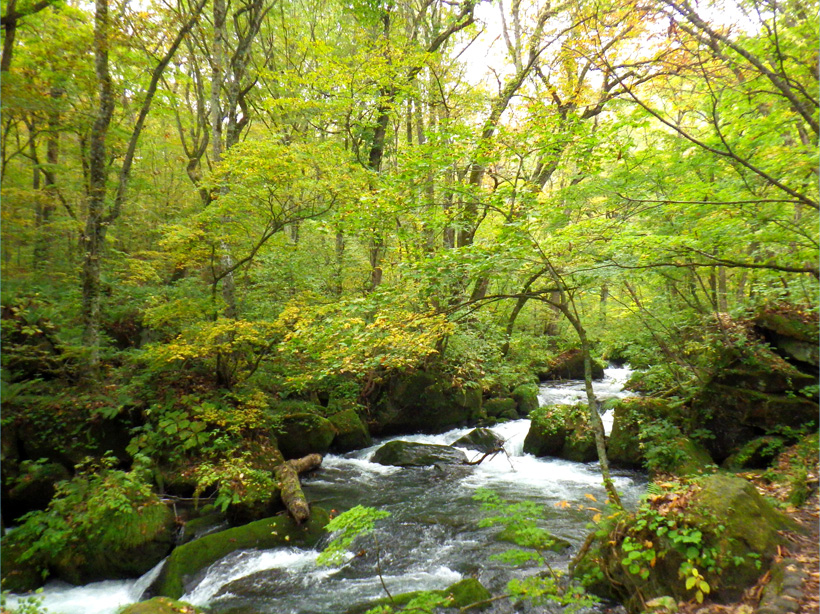
白銀の流れ
- 天狗岩
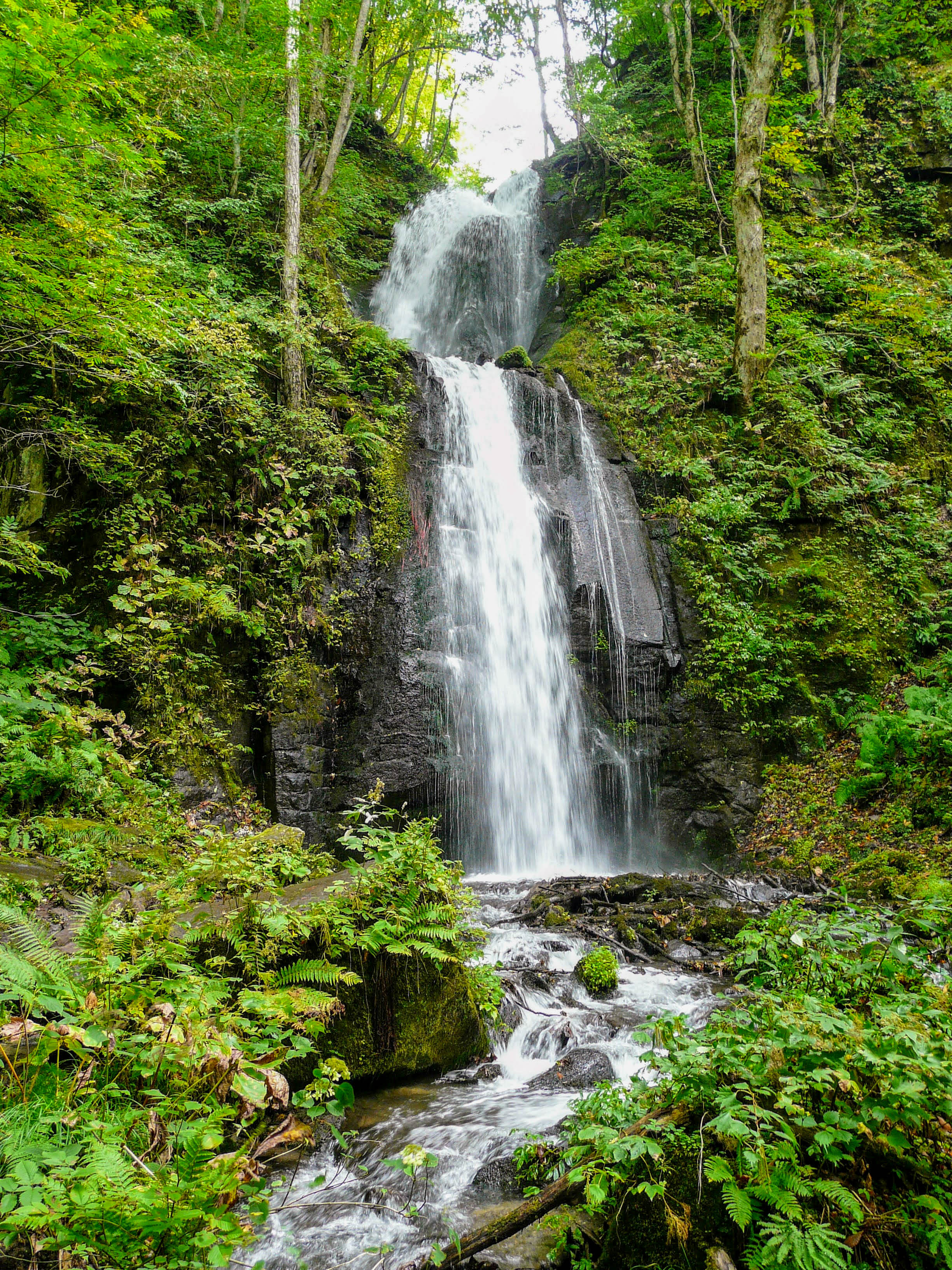
双竜の滝
- 白布の滝
- 雲井の滝
- 飛金の流れ
- 昭和池
- 九十九島
- 阿修羅の流れ
- 馬門岩
- 屏風岩
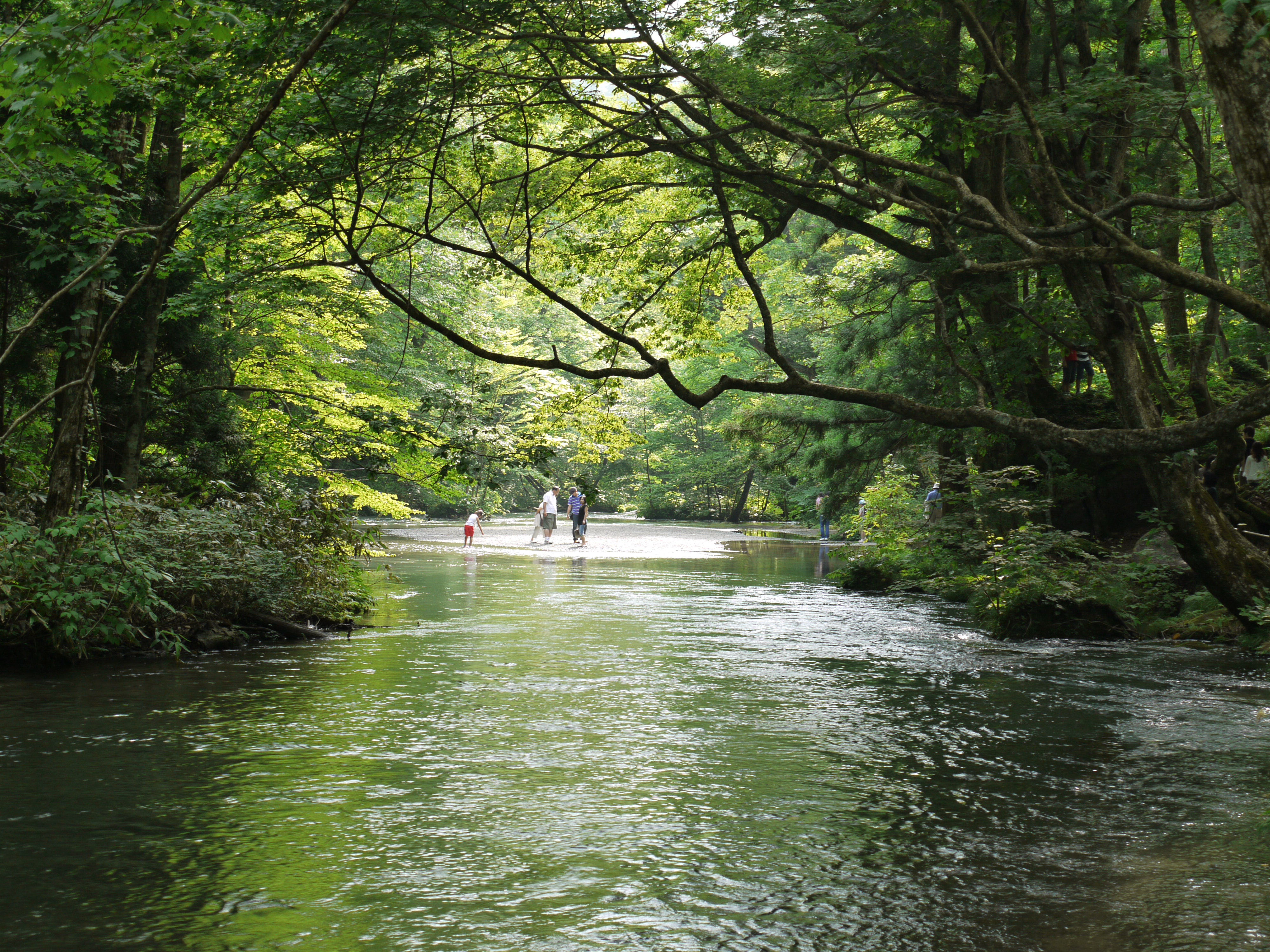
石ヶ戸の瀬
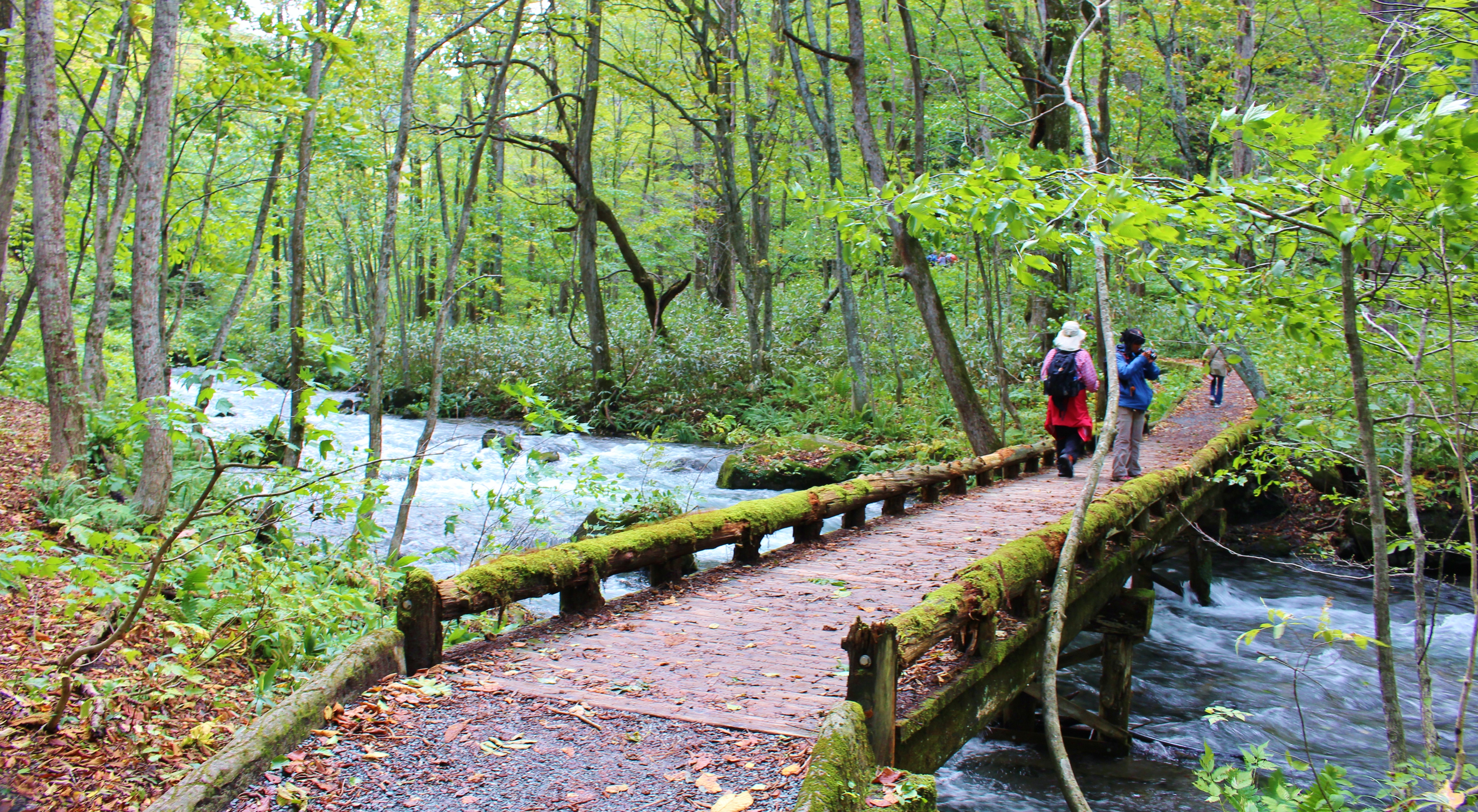
遊歩道
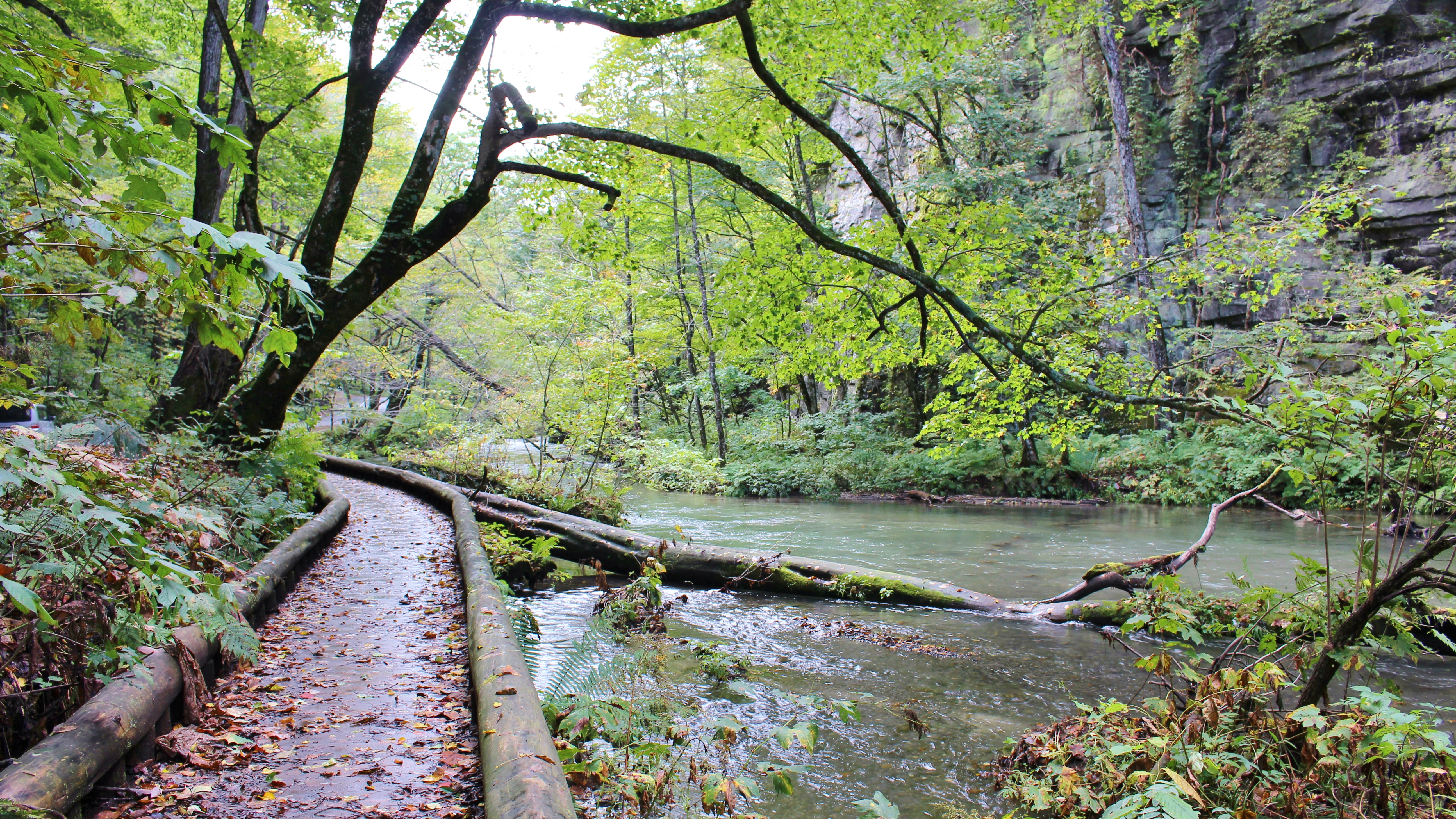
遊歩道
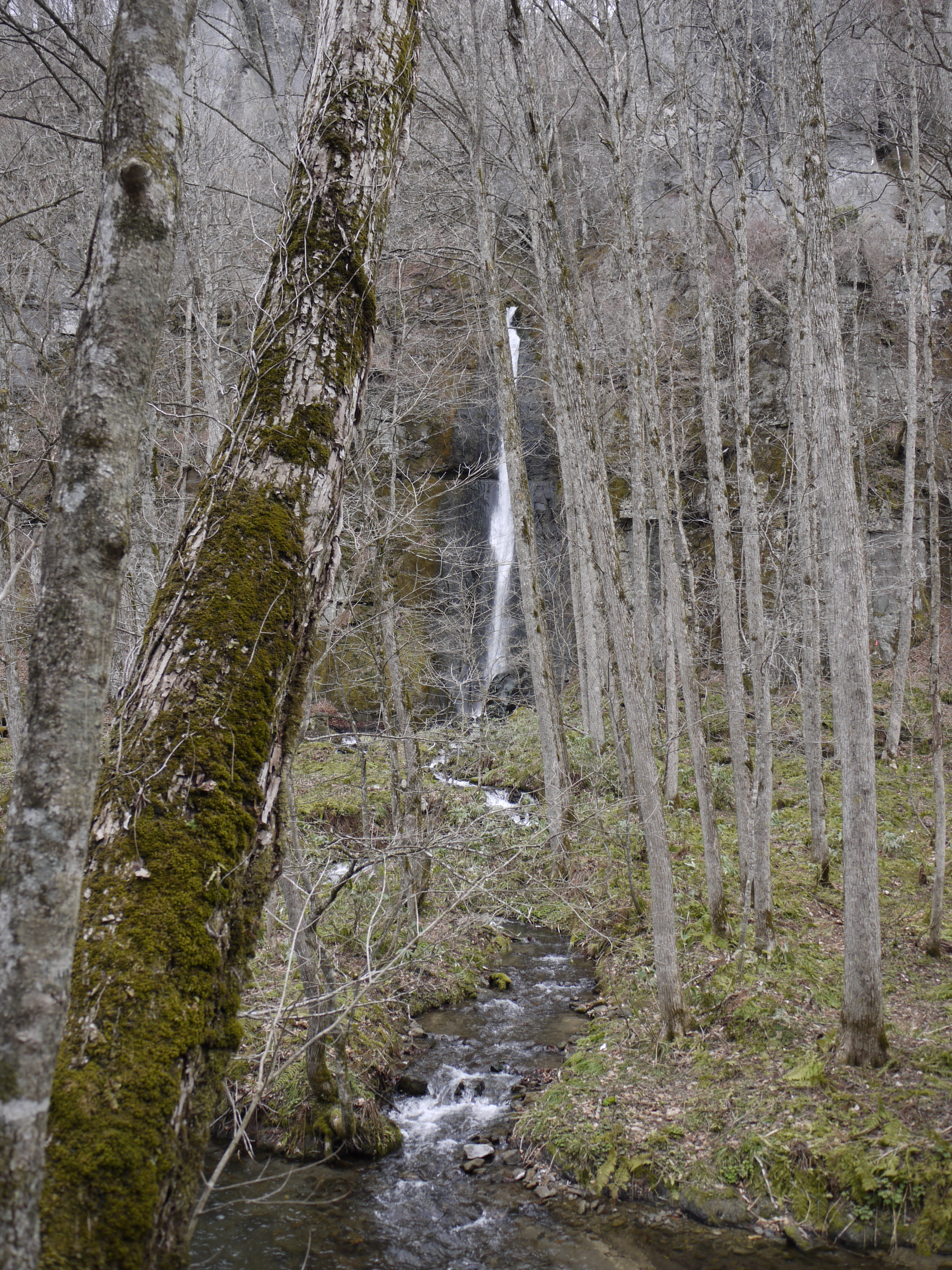
白布の滝
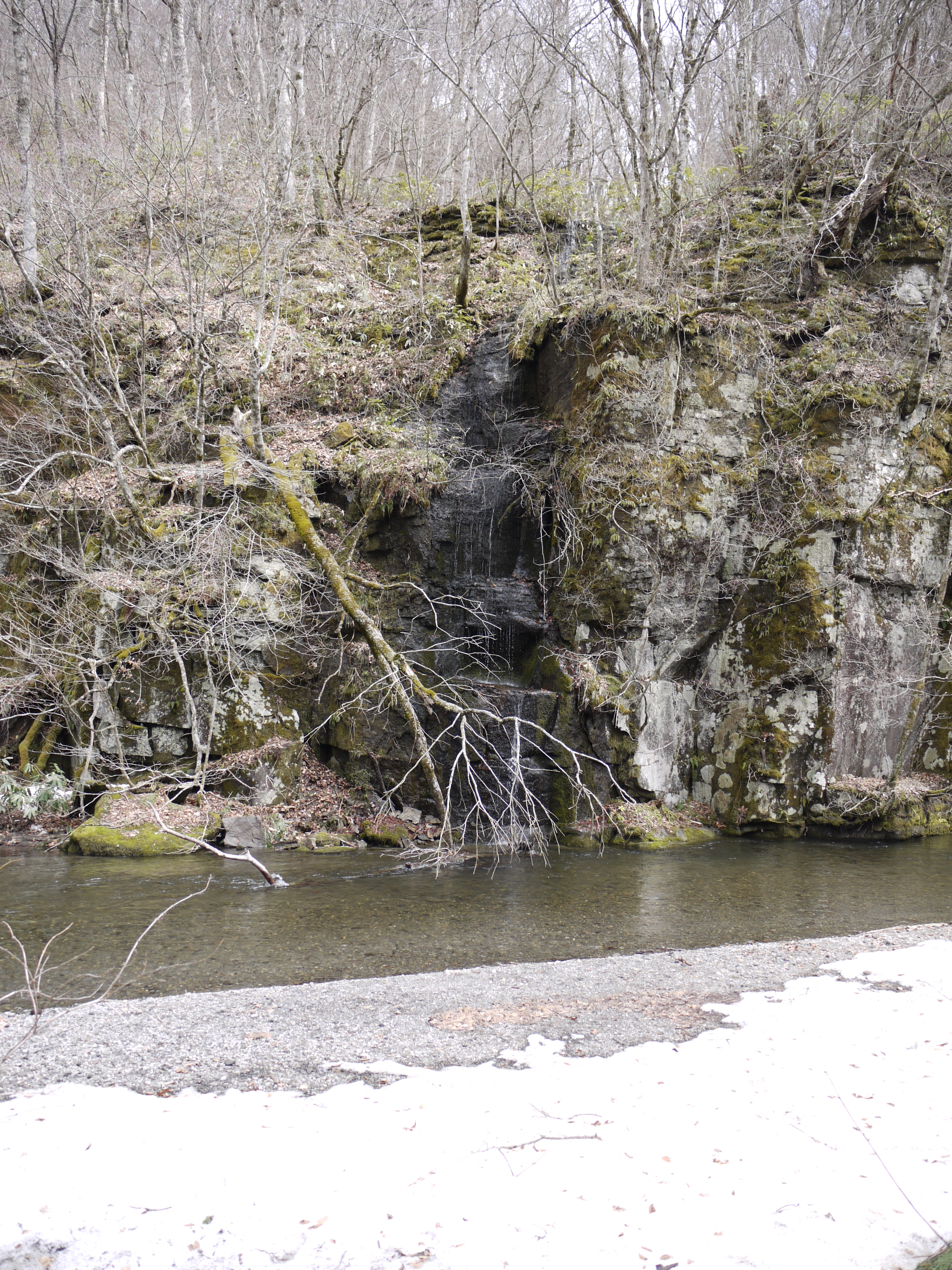
千筋の滝

- 三乱の流れ
- 紫明渓

- 銚子大滝
- 寒沢の流れ
- 阿修羅の流れ
- 雲井の滝
- 石ヶ戸付近
- 遊歩道
- 遊歩道
- 白布の滝
- 千筋の滝

## 文化財

### 国の特別名勝・天然記念物
- 十和田湖および奥入瀬渓流 - 1928年（昭和3年）4月12日に名勝及び天然記念物に指定され、1952年（昭和27年）3月29日に特別名勝及び天然記念物に種別変更される[11]。